# ヴィルヒャムル・ステファンソン
ヴィルヒャムル・ステファンソン（Vilhjálmur Stefánsson, 1879年11月3日 - 1962年8月26日）は、カナダ生まれ、アメリカ育ちの探検家、民俗学者、人類学者。両親はアイスランド人。

## 生い立ちと教育
1879年、カナダ・マニトバ州アーンズに生まれた。生誕時の名前は「ウィリアム」(William)であった。彼が生まれる2年前、両親はアイスランドからマニトバ州に移住していた。洪水で2人の子供を失った両親は、1880年にアメリカ合衆国・ノースダコタ州に移住した。
ノースダコタ大学とアイオワ大学で学び、大学在学中に自身の名前を「ウィリアム」から「ヴィルヒャムル」（「Vilhjálmur」）に変えた。ハーヴァード大学大学院にて人類学を学び、同大学院にて2年間講師を務めた。

## 探検

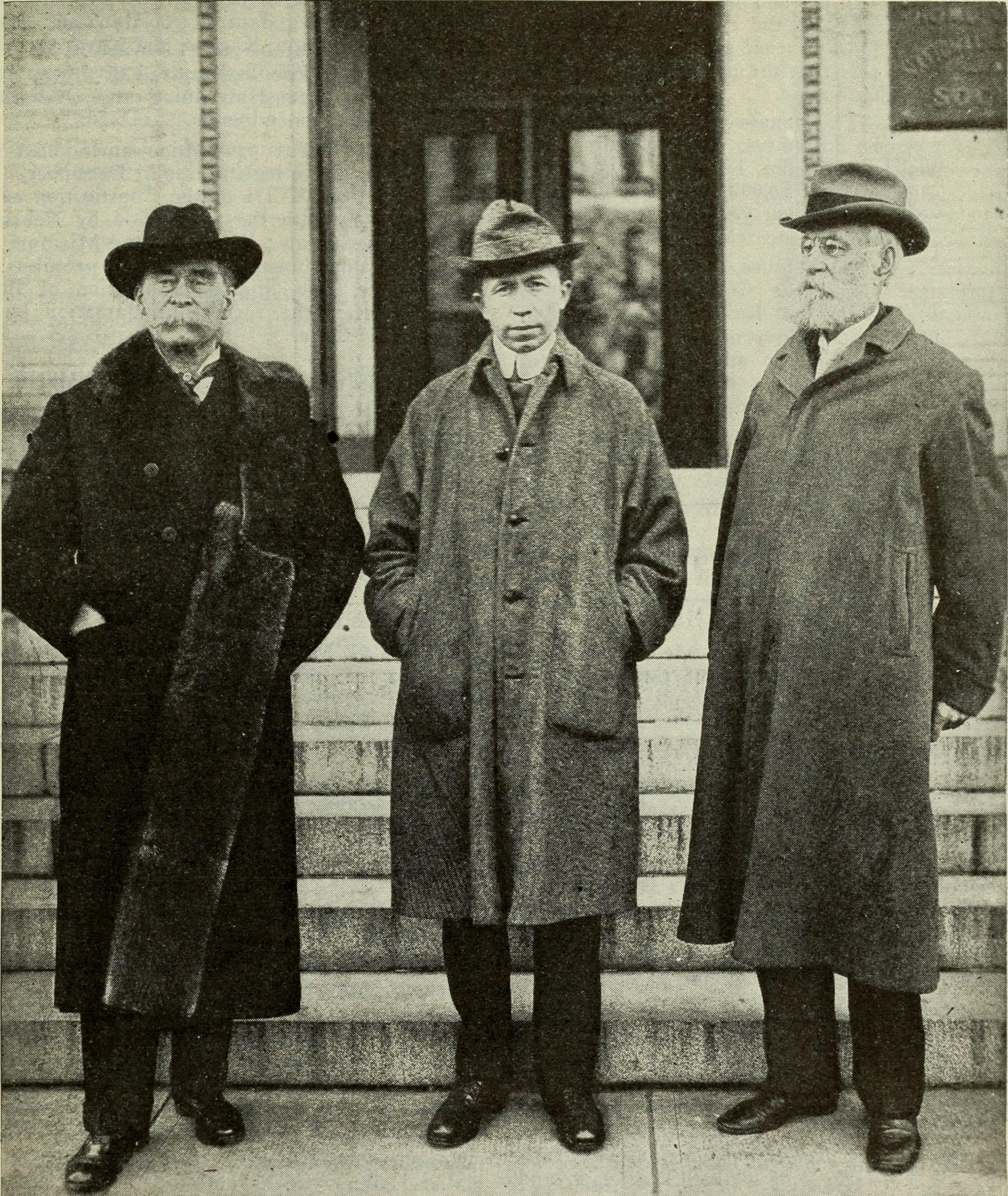
左から、ロバート・ピアリー、ヴィルヒャムル・ステファンソン、アドルファス・グリーリー

1904年から1905年にかけて、ステファンソンはアイスランドで考古学研究に従事した。アイナー・ミケルセン(Ejnar Mikkelsen)とアーネスト・デ・コーヴェン・ラフィングウェル(Ernest de Koven Leffingwell)は、アングロ・アメリカ極地探検に出向くにあたり、ステファンソンを採用した。1906年から1907年の冬にかけて、ステファンソンはマッケンジー川に住むエスキモーたちと暮らし、その後、ポーキュパイン川とユーコン川を経由して1人で帰国した。アメリカ自然史博物館(American Museum of Natural History)による支援のもと、ステファンソンは動物学者のルドルフ・マーティン・アンダーソン(Rudolph Martin Anderson)とともに、1908年から1912年にかけて、北アメリカ大陸沿岸、中央北極圏の海岸線にて、民俗学的な調査を実施した。1908年、ステファンソンはイヌイットの案内人であるナクーシャック(Natkusiak)を雇った。ナクーシャックは、マサチューセッツ州の捕鯨船の船長であり、北極探検家に対してアメリカ自然史博物館からの物資を提供する役割も受け持っていたジョージ・ベイカー・リーヴィット大尉(|George Baker Leavitt Sr.)のために働いており、大尉はステファンソンの友人でもあった。1910年にステファンソンがヴィクトリア島の南西部に住むイヌイットのもとを訪れる直前、デンマーク生まれの捕鯨者、クリスチャン・クリンベ(Christian Klengenberg)が「ブロンド・エスキモー」(Blonde Eskimo)という用語をステファンソンに紹介した、と認められているが、ステファンソン自身は「カパー・イヌイット」(Copper Inuit)という用語を好んだ。1912年、軍人で探検家のアドルファス・グリーリー(Adolphus Greely)は、北極圏に暮らす先住民について、初期の文献に記録されている金髪のエスキモーたちの目撃情報についての資料を編纂した。この編纂資料は、雑誌『ナショナル・ジオグラフィック』にて、「The Origin of Stefansson's Blonde Eskimo」（「ステファンソンによるブロンド・エスキモーの原点」）という題名で掲載された。その後、新聞記事により、「ブロンド・エスキモー」という用語が世に広まった。ステファンソンが好んでいた「カパー・イヌイット」よりも、より多くの読者からの注目を集めた。ステファンソンはのちに自身の著書の中でグリーリーによる著書を引き合いに出しており、「ブロンド・エスキモー」は、17世紀の時点で「明るい髪の毛のエスキモー」の目撃情報および彼らとの遭遇を意味する言葉として使われていた。

## 北極探検

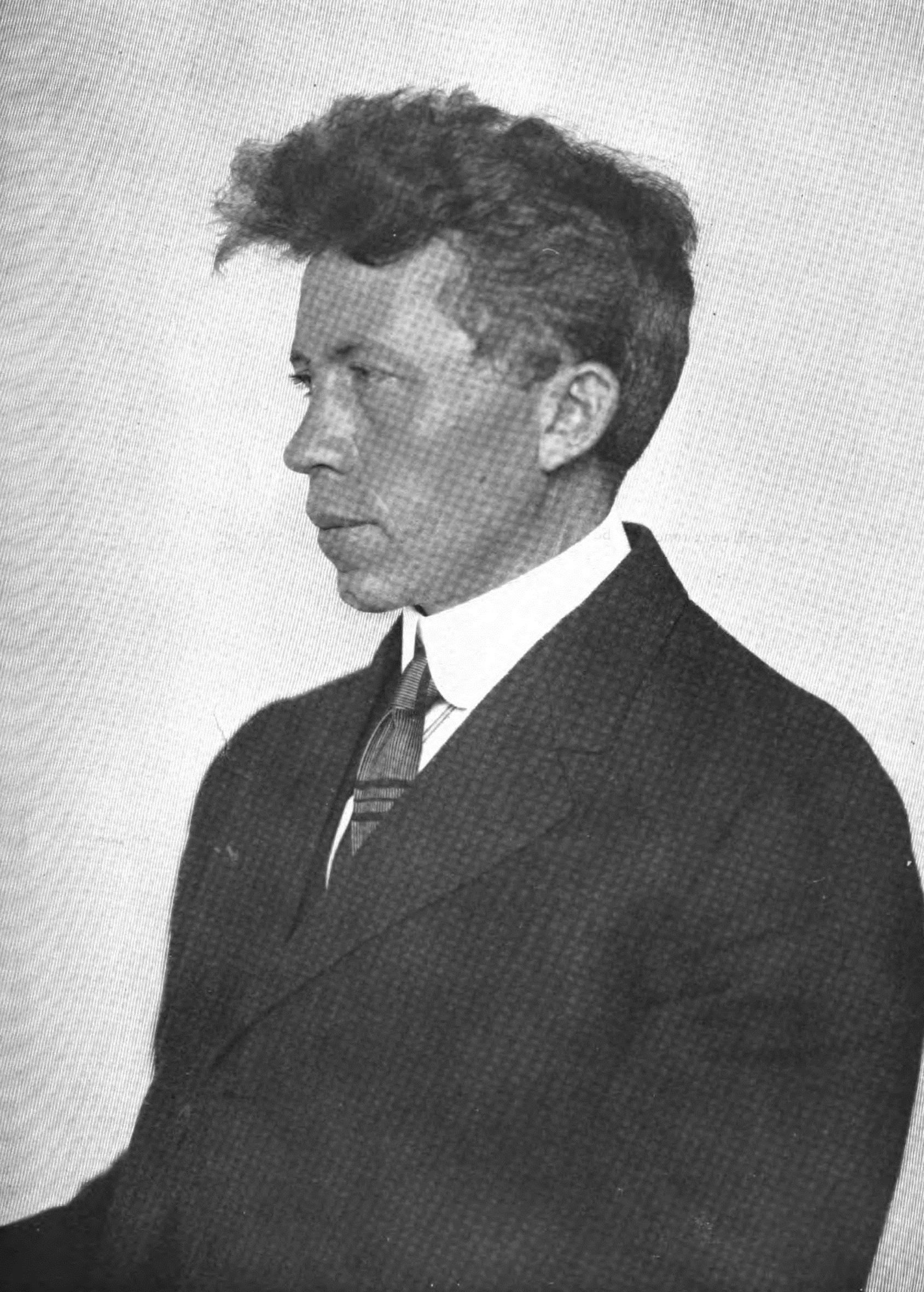
ヴィルヒャムル・ステファンソン

1913年から1916年にかけて、ステファンソンはカナダ政府からの要請を受けて、パリー群島（現在のクイーンエリザベス諸島）の西部の地域を探索するために北極探検隊を組織し、その指揮を執った。探査船はカーラック号、メアリー・サックス号、アラスカ号の三隻が採用された。1913年の8月から9月にかけて、氷の中で身動きが取れなくなったとき、ステファンソンは本船であるカーラック号から離脱した。ステファンソンによれば、自分と5人の遠征隊員で、乗員に新鮮な肉を提供するために狩りに出かけたという。だが、船に取り残されたウィリアム・レアード・マッキンリー(William Laird McKinley)らは、氷を動かそうとしたせいで船が沈むのを防ぐためにわざと去ったのではないかと訝しんだ。ロバート・バートレット大尉(Robert Bartlett)率いる24人の遠征隊員が乗った船は、氷とともに西へと漂流したのち、1914年1月11日にその氷に押し潰され、沈没した（バートレットは生き残り、仲間の救助活動に当たった）。ヘラルド島には4名の隊員が向かうも、一酸化炭素中毒が原因で死亡したものと思われている。アーネスト・シャクルトン(Ernest Shackleton)によるイギリス南極探検隊に所属していたアリスター・マッケイ(Alistair Mackay)以下4人は、自力でウランゲリ島へ向かおうとするも叶わず、命を落とした。バートレット大尉の指揮下にあった遠征隊員らはウランゲリ島へ向かった。イヌイットの狩人であるカタクトヴィックは、バートレットとともに助けを求めてシベリアへと向かった。その後、残りの生存者たちは、アメリカのスクーナー『King & Winge』と、アメリカ合衆国税関監視船艇(The United States Revenue Cutter)の手で救助された。
ステファンソンは、橇を使うことで探検を再開し、北極海を越え、1914年4月にはアラスカ州のコリンソン・ポイント(Collinson Point)から去った。ステファンソンの支えとなった橇は沖合で75マイル（約121㎞）後退するも、一緒にいた2人の男性が橇で前進し続けた。秋になってメアリー・サックス号に到達するまでの96日間、彼らは北極にてライフルによる狩猟生活を送り、1918年まで探検を続けた。

## ウランゲリ島での大失態
1921年、ステファンソンは、ある4人の若者がシベリアの北にあるウランゲリ島に入植するための遠征を奨励・計画した。この島には、カーラック号での生存者22人のうち、11人が1914年の3月から9月まで住んでいた。当時のステファンソンには、北極にある島々の周遊に興味がある人を対象とした探検会社を設立する狙いがあった。ステファンソンはカナダ政府にこの要請を出したが、北極探検の結果を受けて、カナダ政府は遠征の支援を拒否した。ステファンソンはイギリス政府に要請を出すが、これも拒否された。さらに、ロシアの領土として認められているウランゲリ島にイギリス国旗が掲揚されたことで、国際問題となった。4人の若者は経験が浅く、極地点での遠征についても準備不足であった。彼らは島および凍ったチュクチ海を越えてシベリアから助けを求めようとするも全員死亡するに至った。生存できたのは、アラスカ州ノームで仕立て屋として雇われたイヌイットの女性、エイダ・ブラックジャック(Ada Blackjack)と、一緒に付いていった猫であった。エイダは生き残りの技術を学び、ウランゲリ島で2年間過ごしたのち、1923年に救助された。遠征の準備が不十分な人間をウランゲリ島に送り込んだことで、ステファンソンは世間の怒りを買った。カーラック号の悲劇とこの出来事により、ステファンソンの評判は大きく損なわれた。

## 発見
ステファンソンによる探検で、ブロック、マッケンジー・キング、ボーデン、ミゲン、ロヒード島と、大陸棚の縁が新たに発見された。これは北極探検における驚異的な功績と見なされている。ステファンソンは、フランスィス・リオポルド・マクリントック(Leopold McClintock|Francis Leopold McClintock)による発見をより発展させた。1914年4月から1915年6月にかけて、ステファンソンは流氷生活を送った。1915年8月23日、ステファンソンはハーシェル島を離れ、探検を続行した。1920年1月30日、ピオシュ・レコード（The Pioche Record）は、「ヴィルヒャムル・ステファンソンが、1853年のマクリントックによる探検の際に失われた貯蔵庫(Cache)を発見した」と書いている。貯蔵庫の中に入っていた衣類と食料は良好な状態であった。
北極圏の探検への功績として、王立地理学会(The Royal Geographical Society)はステファンソンに金メダルを授与した。

## その後
ステファンソンは、残りの人生も探検家として過ごした。晩年にはダートマス大学との提携を通じて、アメリカ陸軍による寒冷地研究所をニューハンプシャー州ハノーヴァーに設立する際の重要人物の1人となった。冬のワシントン山の頂上でしばしば行われる研究は、高山での難局を乗り切るための設備ならびに基本原則を発展させる手がかりとなった。
1908年、ステファンソンは、国際的な学術専門協会である「探検家同好会」（The Explorers Club）の一員となった。1919年から1922年にかけて、1937年から1939年まで同会の会長を務めた。1938年、協会は内規を改正し、以下のように発表した。「理事会の利益となるもの、とくに実施調査において特筆すべき業績と執筆を評価するにあたり、女性の栄誉名簿が制定され、理事会はアメリカとカナダの女性を指名してよい」。さらに、以下の文章を付記した。「この女性の栄誉名簿ができる可能性は低いが、その際には名誉会員に尊厳をもって接するものとする」。
人類学の研究において、ステファンソンによる女性の研究者に対する継続的支援は、1939年から1941年にかけてのガートルード・スティード(Gitel Steed|Gertrude Steed)の良き助言者として花開いた。彼女はステファンソンによる『Lives of the Hunters』（『狩猟者の暮らし』）にて、狩猟採集生活者たちが何を食べ、如何にして生存するかについての研究に着手し、狩猟採集生活者についての学術論文を執筆した。
ニューヨーク市に在住していたころのステファンソンは、ローマニー・マリー(Romany Marie)が経営していた『グリニッジ・ヴィレッジ・カフェ』（『Greenwich Village cafés』）の常連客の1人であった。ステファンソンは小説家のファニー・ハースト(Fannie Hurst)と、1920年代から1930年代にかけて不倫関係にあった。
1940年、ステファンソンは、グリニッジ・ヴィレッジ・カフェでエヴリン・シュワルツ・ベアード(Evelyn Schwartz Baird)と出会い、2人はその後まもなく結婚した。
1941年、ステファンソンはアメリカ極地協会(American Polar Society)において三人目の名誉会員となり、1945年から1946年まで科学史学会(History of Science Society)の会長を務めた。
ステファンソンの遺した論文や北極圏で回収した考古学的遺物はダートマス大学図書館が管理しており、一般公開されている。ステファンソンは「冒険心は無能の表れである」と発言していた、としばしば伝えられる。
1986年5月28日、アメリカ合衆国郵便公社(The United States Postal Service)はステファンソンに敬意を表して22セントの切手を発行した。

## 政治活動
1930年代、ロシアの極東にあるビロビジャン(Биробиджан)に「ユダヤ人社会主義共和国を設立する計画を支援しよう」との目的から、親ソ連運動が始まった。この政治運動に見られる顕著な組織の一つが、ビロビジャンやアンビジャンでのユダヤ人の定住を目指すアメリカ人の委員会であり、1934年に設立された。ユダヤ人のビロビジャン定住のたゆまぬ支持者でもあったステファンソンは、ビロビジャンでの会議、集会、夕食会に精力的に出席した。アンビジャン会報は1936年の終わりごろに、推薦状や支持の手紙が満載された50ページに亘る年鑑を作成した。この中にはステファンソンによるものもあり、彼は理事会および運営委員の1人として挙がっていた。彼は「ビロビジャン計画は、中央ヨーロッパと東ヨーロッパに住むユダヤ人たちの復権問題に対して最も政治的貢献を果たしているようだ」と書いた。
1944年11月25日から11月26日にかけてニューヨークで開催されたアンビジャン国民会議では、スターリングラード(Сталинграда)とビロビジャンにいる難民を支援するために100万ドルを工面する、と約束された。この会議には、エマニュエル・セラー(Emanuel Celler)、エルバート・D・トマス(Elbert D. Thomas)、ソ連大使のアンドレイ・グロムイコ(Андре́й Громы́ко)が出席していた。ディナーを主催したのはステファンソン夫妻であった。ステファンソンは副委員長の1人に選ばれた。だが、第二次世界大戦後に反ソ連感情が強まるようになると、ステファンソンの「露出」がメディアで目立つようになった。共産主義を信奉し、のちにカトリック教徒に転向したルイス・F・ブーデンツ(Louis F. Budenz)は、1951年8月、アメリカ上院治安小委員会(Senate Internal Security subcommittee)が開催される前、ステファンソンを「共産主義者だ」と公然と非難した。
ステファンソンの死後に出版された彼の自叙伝ではこの政治活動については一切言及されていないが、アンビジャンに対して再考していた可能性がある。1962年8月27日付のニューヨーク・タイムス(The New York Times)に掲載されたステファンソンの死亡記事にも同じことが当てはまる。

## 完全肉食生活
ステファンソンは、食事療法、とりわけ、炭水化物が少ない食事療法に大いに関心を抱いていた。ステファンソンはイヌイットたちの食事について、「全体の90%が肉と魚で構成されている」と記録している。彼らの食事は「Zero Carb」「No Carb」（「炭水化物をほとんど含まない食事」）と見なされるかもしれない（彼らが食べていた魚にはわずかな量のグリコーゲン(Glycogen)が含まれてはいたが、炭水化物の摂取量は全体的にごく僅かであった）。ステファンソンの仲間の探検家たちも、この食事法で完全に健康体であった。イヌイット（ステファンソンの時代には「エスキモー」と呼ばれていた）たちとの暮らしから数年後、ステファンソンは、アメリカ自然史博物館からの要請で、同僚のカーステン・アンダーソン(Karsten Anderson)とともに再び北極を訪れた。2人のもとには「文明化された」食料が1年分補給される予定であったが、2人はこれをやんわりと断った。当初の計画は1年間であったものが、最終的には4年間に延長された。北極圏にいた2人がその4年間で食べていたものは、捕えて殺して得られた動物の肉と魚だけであった。4年に亘る肉食生活を送る過程で、2人の身体には異常も悪影響も見られなかった。ウィリアム・バンティングと同じく、炭水化物のみを制限し、身体が本当に必要としている食べ物を食べ続けた場合、身体は完全に機能し、壮健さと細身を維持できることが明らかとなった。「カロリー」については一切無視された。
肉だけを食べる食事法が続行可能かどうかについての見解をステファンソンが報告した際には多くの懐疑論が出たが、のちに行われた研究と分析で、それは可能であることが裏付けられた。複数の研究結果により、エスキモーたちの食事法は「ケトン食療法」であることが示された。彼らは主に魚や肉を煮込んで食べており、時には魚を生で食べることもあった。
1928年、ステファンソンとアンダーソンの2人はニューヨークにあるベルヴュー病院(Bellevue Hospital)に入院し、完全肉食生活が体に及ぼす影響についての実験台となった。実験の期間は1年間であり、コーネル大学のウジェーヌ・フロイド・デュボア(Eugene Floyd DuBois)が実験を指揮した。ステファンソンとアンダーソンの2人は、注意深く観察された実験室という設定で、最初の数週間、肉だけを食べ続けても問題無いことを証明する研究の着手に同意し、「食事における決まり事」を確かなものにするために観察者が付いた。スコット・カトリップ(Scott Cutlip)による著書『The Unseen Power: Public Relations』によれば、ペンドルトン・ダッドリー(Pendleton Dudley)がアメリカ食肉協会(American Meat Institute)に対して、この研究に資金を提供してもらえないか、と説得したという。この間にアンダーソンには糖尿病の症状が発現した。糖尿病における病理とは異なり、この研究の過程でアンダーソンの身体に見られた糖尿病の病状の期間は4日間であった。耐性を調べるためにブドウ糖100gを投与させたことと、肺炎の発症はいずれも同時期であった。この時のアンダーソンは、水分と炭水化物が多い食事を取っており、これを排除すると、糖尿病の症状は消滅した。ステファンソンは、研究者から「脂肪が少ない赤身肉だけを食べる」よう依頼された。ステファンソンには脂肪がほとんど無い肉を食べ続けると2-3週間後に健康を損なった経験があり、「脂肪がほとんど無い肉」は「消化不良」を引き起こす可能性がある、と指摘した。この肉を食べ続けて3日目、ステファンソンは吐き気と下痢に見舞われ、そのあとに便秘が10日間続いた。早い段階で体調不良に陥ったのは、自身が以前に食べていたカリブー（トナカイ）の肉と比べて脂肪が少ない肉を食べ続けたのが原因である、とステファンソンは考えた。脂肪が多い肉を食べるようにすると、2日以内に身体は完全に回復した。最初の2日間、ステファンソンが取っていた食事は、脂肪の摂取量が三分の一に減っていた点を除けば、エスキモーが取っていた食事に近いものであった。タンパク質の摂取カロリーは全体の45%を占めており、3日目には腸に異常が見え始めた。次の2日間でステファンソンはタンパク質の摂取量を減らし、脂肪の摂取量を増やした。摂取カロリーの約20%をタンパク質で、残りの80%を脂肪で占めるようにした。この2日間での高脂肪食でステファンソンの腸の状態は投薬無しで正常に戻った。その後、ステファンソンはタンパク質の1日の摂取カロリーが25%を超えないようにした。2人の身体は健康を保ち、腸も正常なままであった。彼らの便は小さく、匂いも無かった。ステファンソンには歯肉炎があり、歯石の沈着が増加するも、実験が終わるまでには消えていた。実験中のステファンソンの摂取カロリーは2000～3100kcalで、そのうちの20%はタンパク質であり、残りの80%は動物性脂肪から得ていた。栄養素の1日の摂取量については、タンパク質は100-140g、脂肪は200-300gで、炭水化物については7-12gであった。1929年に発表された論文では、この時の臨床研究について詳述されている。ステファンソンによれば、エスキモーたちは赤身肉（タンパク質）の摂取を制限し、余分な赤身肉は犬に与えて食べさせ、脂肪を確保して食べたという。
1946年、ステファンソンは、エスキモーたちとの食生活について綴った著書『Not by Bread Alone』（『パンのみにあらず』）を出版し、1956年にはこの本の拡張版とも言える内容の著書『The Fat of the Land』（『大地の脂肪』）を出版した。

## 参考
1. ↑  Natkusiak (ca. 1885–1947), Arctic magazine, Vol. 45, No. 1 (March 1992), pp. 90–92.
2. ↑  My Life with the Eskimo, Vilhjalmur Stefansson, Reissued by Kessinger Publishing, 2004. ISBN 1-4179-2395-4
3. ↑  Noice, H. H. (1922). “Further Discussion of the "Blond" Eskimo”. American Anthropologist 24 (2):  228–232. doi:10.1525/aa.1922.24.2.02a00140.
4. ↑  My Life with the Eskimo, 1922, p. 199 (reprinted by Kessinger Publishing, 2004).
5. ↑  Newell, Gordon R., ed., H.W. McCurdy Maritime History of the Pacific Northwest, at 242, Superior Publishing, Seattle, Washington, 1966.
6. ↑  Stefansson, Vilhjalmur (1922). The Friendly Arctic: The Story of Five Years in Polar Regions. New York: Macmillan
7. ↑  The Pioche Record, January 30, 1920, p. 3.
8. ↑  “List of Past Gold Medal Winners”.   Royal Geographical Society. 2015年8月24日閲覧。
9. 1 2  Minutes, Explorer's Club, 4 January 1938.
10. 1 2  Robert Shulman. Romany Marie: The Queen of Greenwich Village (pp. 93, 110–112). Louisville: Butler Books, 2006. ISBN 1-884532-74-8
11. 1 2  Pálsson, Gísli. Travelling Passions: The Hidden Life Of Vilhjalmur Stefansson (pp. 187, 190, 251–252). Lebanon, New Hampshire: University Press of New England, 2005. ISBN 1-58465-510-0
12. ↑  “Milestones”. Time. (1941年12月22日). "Marriage revealed: Explorer Vilhjalmur Stefansson, 62; and Mrs. Evelyn Schwartz Baird, 28, his secretary; in Wellsville, Tennessee"
13. ↑  “Stefansson Receives Honor By American Polar Society”. Christian Science Monitor. (1940年2月5日) 2011年11月2日閲覧. "Dr. Vilhjalmur Stefansson, veteran Arctic explorer and author has been unanimously voted in as the third Honorary Member of the American Polar Society by its executive board. He will be presented with an illuminated scroll emblematic of..."
14. ↑  “The Society: Past Presidents of the History of Science Society”. The History of Science Society (2013年12月12日). 2013年12月12日時点のオリジナルよりアーカイブ。2021年1月7日閲覧。
15. ↑  As Told at The Explorers Club: More Than Fifty Gripping Tales Of Adventure
16. ↑  Scott catalogue #2222.
17. ↑  Srebrnik, Henry (1998). “The Radical 'Second Life' of Vilhjalmur Stefansson”. Arctic 51 (1):  58–60. doi:10.14430/arctic1046.
18. 1 2  Groves, PhD, Barry (2002年). “WILLIAM BANTING: The Father of the Low-Carbohydrate Diet”.   Second Opinions. 2007年12月26日閲覧。
19. ↑  Chisholm, Hugh, ed. (1911). "Corpulence" . Encyclopædia Britannica (英語). Vol. 7 (11th ed.). Cambridge University Press. pp. 192–193.
20. ↑  Fediuk, Karen. 2000 Vitamin C in the Inuit diet: past and present. MA Thesis, School of Dietetics and Human Nutrition, McGill University 5–7; 95. Retrieved on: December 8, 2007.
21. ↑  Peter Heinbecker (1928). “Studies on the Metabolism of Eskimos” (PDF). J. Biol. Chem. 80 (2):  461–475 2014年4月7日閲覧。.
22. ↑  A.C. Corcoran; M. Rabinowitch (1937). “A Study of the Blood Lipoids and Blood Protein in Canadian Eastern Arctic Eskimos”. Biochem. J. 31 (3):  343–348. doi:10.1042/bj0310343. PMC 1266943. PMID 16746345.
23. ↑  Kang-Jey Ho; Belma Mikkelson; Lena A. Lewis; Sheldon A. Feldman & C. Bruce Taylor (1972). “Alaskan Arctic Eskimo: responses to a customary high fat diet”. Am J Clin Nutr 25 (8):  737–745. doi:10.1093/ajcn/25.8.737. PMID 5046723.
24. ↑  Cutlip, Scott (1994). The Unseen Power: Public Relations. London: Routledge. pp. 101. ISBN 0805814655
25. ↑  Tolstoi, Edward (June 20, 1929). “THE EFFECT OF AN EXCLUSIVE MEAT DIET LASTING ONE YEAR ON THE CARBOHYDRATE TOLERANCE OF TWO NORMAL MEN.”. J. Biol. Chem. (83):  747–752 2015年12月16日閲覧。.
26. 1 2 3  McClellan WS, Du Bois EF (February 13, 1930). “Clinical Calorimetry: XLV. Prolonged Meat Diets With A Study Of Kidney Function And Ketosis” (PDF). J. Biol. Chem. 87 (3):  651–668 2015年12月16日閲覧. "“During the first 2 days [Stefansson’s] diet approximated that of the Eskimos, as reported by Krogh and Krogh, except that he took only one-third as much fat. The protein accounted for 45 per cent of his food calories. The intestinal disturbance began on the 3rd day of this diet. During the next 2 days he took much less protein and more fat so that he received about 20 percent of his calories from protein and 80 percent from fat. In these two days his intestinal condition became normal without medication. Thereafter the protein calories did not exceed 25 per cent of the total for more than 1 day at a time.”"
27. ↑  Stefansson, Vilhjalmur (1935年12月). “Adventures in Diet Part 2 (Harper's Monthly Magazine)”. 2021年1月7日閲覧。
28. ↑  THE EFFECTS ON HUMAN BEINGS OF A TWELVE MONTHS' EXCLUSIVE MEAT DIET BASED ON INTENSIVE CLINICAL AND LABORATORY STUDIES ON TWO ARCTIC EXPLORERS LIVING UNDER AVERAGE CONDITIONS IN A NEW YORK CLIMATEJAMA. 1929;93(1):20-22. doi:10.1001/jama.1929.02710010026005
29. ↑  Stefansson V. The friendly arctic. The MacMillan Co, NY. 1921
30. ↑  Nora Gedgaudas, CNS, NTP, BCHN (2018年8月3日). “Vilhjálmur Stefánsson and the Fat of the Land”. price-pottenger.org. 2020年11月4日時点のオリジナルよりアーカイブ。2022年11月11日閲覧。

- “50 Year Old Cache Found”. The Pioche Record (Pioche, Lincoln, Nevada: L.H. Beeson):  pp. 1-8. (1920年1月30日). ISSN 2472-176X. OCLC 13457885 2020年2月1日閲覧。

## 著書

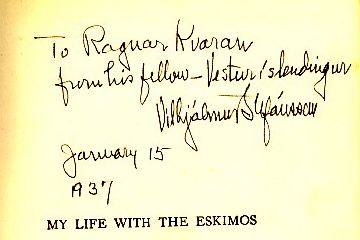
ステファンソン本人による為書

- Stefansson, Vilhjalmur. My Life with the Eskimo; The Macmillan Company, New York, 1912.
- Stefansson, Vilhjalmur. Stefánsson-Anderson Expedition, 1909–12; Anthropological Papers, AMNH, vol. XIV., New York, 1914.
- Stefansson, Vilhjalmur.  The Friendly Arctic; The Macmillan Company, New York, 1921.
- Stefansson, Vilhjalmur. The Standardization of Error; W. W. Norton & Company, Inc., New York, 1927.
- Stefansson, Vilhjalmur. Unsolved Mysteries of the Arctic; The Macmillan Company, New York, 1938.
- Stefansson, Vilhjalmur. Not by Bread Alone; The Macmillan Company, New York, 1946.
- Stefansson, Vilhjalmur. The Fat of the Land; The Macmillan Company, New York, 1956.
- Stefansson, Vilhjalmur. Discovery – the autobiography of Vilhjalmur Stefansson; McGraw-Hill Book Company, New York, 1964.
- Stefansson, Vilhjalmur. Cancer: Disease of civilization? An anthropological and historical study; Hill and Wang, Inc., New York, 1960.
- Stefansson, Vilhjalmur (ed.). Great Adventures and Explorations; The Dial Press, 1947.
- Stefansson, Vilhjalmur.  Lessons in living from the Stone Age.

## ステファンソンに関する資料
- Diubaldo, Richard. Stefansson and the Canadian Arctic; McGill-Queen's University Press, Montreal, 1978.
- Hunt, William R. Stef: A Biography of Vilhjalmur Stefansson, Canadian Arctic explorer; University of British Columbia Press, Vancouver, 1986. ISBN 0-7748-0247-2
- Jenness, Stuart Edward. The Making of an Explorer: George Hubert Wilkins and the Canadian Arctic Expedition, 1913–1916; McGill-Queen's Press – MQUP, 2004. ISBN 0-7735-2798-2
- Niven, Jennifer. The Ice Master: The Doomed 1913 Voyage of the Karluk, Hyperion Books, 2000.
- Niven, Jennifer. Ada Blackjack: A True Story Of Survival In The Arctic, Hyperion Books, 2003. ISBN 0-7868-8746-X
- Pálsson, Gísli. Writing on Ice: The Ethnographic Notebooks of Vilhjalmur Stefansson; Dartmouth College Press, University Press of New England, Hanover, 2001. ISBN 1-58465-119-9
- Pálsson, Gísli. "The legacy of Vilhjalmur Stefansson", the Stefansson Arctic Institute (and individual authors), 2000.
- Henighan, Tom (2009). Vilhjalmur Stefansson: Arctic Traveller. Toronto: Dundurn Press. ISBN 978-1-55002-874-4
- Stefansson, Vilhjalmur (1957). The fat of the land: Enlarged edition of Not by bread alone. London (Also available online in PDF format): Macmillan
- THE EFFECTS ON HUMAN BEINGS OF A TWELVE MONTHS' EXCLUSIVE MEAT DIET July 6, 1929
- Adventures in Diet by Arctic Explorer Vilhjalmur Stefansson initially published by Harper's Monthly Magazine, November 1935
- Eskimos Prove An All-Meat Diet Provides Excellent Health Adventures in Diet Part 2 By Vilhjalmur Stefansson Harper's Monthly Magazine, December 1935